# The Other Live Collection
The Other Live Collection è il secondo album dal vivo della cantautrice britannica Alison Moyet, pubblicato nel 2018.

## Produzione
L'album contiene registrazioni dal vivo effettuate durante il The Other Tour del 2017, il primo tour mondiale nei trent'anni di carriera della cantante.

## Tracce
1. I Germinate – 3:51 (Alison Moyet, Guy Sigsworth)
2. Wishing You Were Here – 3:49 (Alison Moyet, Pete Glenister)
3. Ski – 4:20 (David Ballard, Grant Clarke, Bruce Gray, John Lewis, Alison Moyet)
4. The English U – 5:12 (Alison Moyet, Guy Sigsworth, Richard Walters)
5. Only You – 3:12 (Vince Clarke)
6. Beautiful Gun – 3:20 (Alison Moyet, Guy Sigsworth)
7. The Sharpest Corner (Hollow) – 4:33 (Alison Moyet, Pete Glenister)
8. All Cried Out – 3:50 (Steve Jolley, Alison Moyet, Tony Swain)
9. The Man in the Wings – 5:07 (Alison Moyet, Pete Glenister)
10. Other – 3:44 (Alison Moyet, Joe Duddell)
11. The Rarest Birds – 4:16 (Alison Moyet, John Garden, Sean McGhee)
12. Right as Rain – 3:52 (Alison Moyet, Guy Sigsworth, Andy Page)
13. Whispering Your Name – 4:08 (Jules Shear)